# Matvei Mamikin
Matvei Mamikin (en rus Матвей Мамыкин) (Moscou, 31 d'octubre de 1994) és un ciclista rus, professional des del 2014 i actualment a l'equip Team Katusha Alpecin.

## Palmarès
- 2013
  - Vencedor d'una etapa a la Friendship People North-Caucasus Stage Race
- 2015
  - Vencedor d'una etapa al Giro de la Vall d'Aosta
  - Vencedor d'una etapa al Tour de l'Avenir
- 2016
  -  Campió de Rússia sub-23 en contrarellotge

### Resultats a la Volta a Espanya
- 2016. 24è de la classificació general
- 2017. Abandona (19a etapa)

### Resultats al Giro d'Itàlia
- 2017. 87è de la classificació general